# Sphaeriodesmus cotzalostoc
Sphaeriodesmus cotzalostoc är en mångfotingart som beskrevs av Shear 1986. Sphaeriodesmus cotzalostoc ingår i släktet Sphaeriodesmus och familjen Sphaeriodesmidae. Inga underarter finns listade i Catalogue of Life.